# Surk
Surk – miasto i dżamoat w północnym Tadżykistanie. Jest położony w dystrykcie Isfara w  wilajecie sogdyjskim. Dżamoat zamieszkuje 10 396 osób.